# Киселёв, Максим Соломонович
Максим Соломонович Киселёв — советский военный, государственный и политический деятель, генерал-майор.

## Биография
Родился в 1902 году в Либаве. Член КПСС.
С 1919 года — на военной службе, общественной и политической работе. В 1919—1953 гг. — красноармеец, курсант артиллерийской школы, командующий артиллерийскими подразделениями и артиллерийским полком РККА, участник Великой Отечественной войны, начальник артиллерии стрелковой дивизии, командир артиллерийской бригады, командующий артиллерии 16-го стрелкового Калишского корпуса 33-й армии 1-го Белорусского фронта, командующий артиллерией корпуса, армии в послевоенное время.
В мае 1945 года представлен к званию Героя Советского Союза за Берлинскую операцию, однако, из-за его еврейского происхождения ему отказали в этом звании.
Умер в 1963 году.